# Club Heterodoxy
Heterodoxy (1912 – 1940) fue el nombre adoptado por un grupo de debate feminista en Greenwich Village, Nueva York, a principios del siglo XX, cuyo nombre hacía referencia a que las mujeres involucradas cuestionaban las formas de ortodoxia en la cultura, la política, la filosofía y la sexualidad. Fue notable por proporcionar un foro para el desarrollo de concepciones más radicales del feminismo que el sufragio y los movimientos de clubes de mujeres de la época. El grupo fue considerado importante en los orígenes del feminismo estadounidense.

## Historia
El club fue fundado en 1912 por la escritora Marie Jenney Howe, quien especificó solo un requisito para formar parte: que la solicitante "no sea ortodoxa en su opinión". Las asociadas del club tenían diversas opiniones políticas. La membresía incluía mujeres bisexuales, lesbianas y heterosexuales. Se reunían para debatir y cuestionar diversas formas de ortodoxia, y para encontrar a otras mujeres con un interés similar. Este club, que comenzó con 25 miembros, se reunía cada dos semanas, los sábados. El club fue desmantelado en la década de 1940. Las componentes del grupo se referían a sí mismas como Heteroditas.
Entre las miembros notables estaban Susan Glaspell, Charlotte Perkins Gilman e Ida Rauh. Las heteroditas Alice Kimball, Alison Turnbull Hopkins, Doris Stevens y Paula Jakobi fueron arrestadas en las protestas por sufragio de 1917 y 1918, y cumplieron condena en el psiquiátrico de Occoquan Workhouse, la cárcel o la prisión. Grace Nail Johnson fue la única mujer afroamericana que perteneció al club.
Las reuniones de Heterodoxy fueron valiosas fuentes de información sobre las luchas por los derechos de las mujeres para sus asistentes. Muchas mujeres que no pertenecían al club asistieron al grupo, incluidas Helen Keller, Margaret Sanger, Emma Goldman y Amy Lowell.

## Asociadas
Las mujeres que pertenecían al club vivían principalmente en Greenwich Village, Harlem y el Lower East Side. Mientras que algunas heteroditas eran famosas por derecho propio, poco se sabe de muchas de ellas.
- Katharine Anthony
- Sara Josephine Baker
- Stella Cominsky Ballantine
- Bessie Beatty
- Edwine Behre
- Frances Maule Bjorkman
- Mary Bookstaver
- Elinor Byrns
- Elizabeth Ellsworth Cook
- Marion Cothren
- Mabel Potter Daggett
- Maida Castellun Darnton
- Agnes de Mille
- Anna George de Mille
- Mary Dennett
- Rheta Childe Dorr
- Elsie Dufour
- Crystal Eastman
- Edith Ellis
- Mateel Howe Farnham
- Mary Fels
- Eleanor Fitzgerald
- Elizabeth Gurley Flynn
- Zona Gale
- Charlotte Perkins Gilman
- Susan Glaspell
- Myran Louise Grant
- Beatrice Forbes-Robertson Hale
- Ruth Hale
- Anne Herendeen
- Ami Mali Hicks
- Beatrice M. Hinkle
- Leta Stetter Hollingworth
- Alison Turnbull Hopkins
- Marie Jenney Howe
- Helen Hull
- Fannie Hurst
- Elisabeth Irwin
- Inez Haynes Irwin
- Paula O. Jakobi
- Grace Nail Johnson
- Gertrude Kelly
- Edna Kenton
- Fannie Kilbourn
- Alice Mary Kimball
- Fola La Follette
- Ellen La Motte
- Eleanor Lawson
- Katherine Leckie
- Rose Strunsky Lorwin
- Mabel Dodge Luhan
- Mary Margaret McBride
- Inez Milholland
- Alice Duer Miller
- Elsie Clews Parsons
- Mary Field Parton
- Ruth Pickering Pinchot
- Grace Potter
- Ida Sedgwick Proper
- Nina Wilcox Putnam
- Ida Rauh
- Henrietta Rodman
- Netha Roe[8]
- Lou Rogers
- Florence Guy Woolston Seabury
- Mary Shaw
- Anne O'Hagan Shinn
- Sarah Field Splint
- Doris Stevens
- Rose Pastor Stokes
- Vida Ravenscroft Sutton
- Kathleen de Vere Taylor
- Signe Kristine Toksvig
- Mary Heaton Vorse
- Elizabeth C. Watson
- Helen Westley
- Vira Boarman Whitehouse
- Margaret Widdemer
- Margaret Wycherly
- I. A. R. Wylie
- Rose Emmet Young
- Louise Pearce